# Вулиця Андрія Мовчана
Вулиця Андрія Мовчана — вулиця в Новозаводському районі міста Чернігів, місцевість Красний Хутір.
Пролягає від вулиці Ревуцького до вулиці Довга,

## Історія
Вулиці Андрія Заливчого — на честь українського політичного діяча та письменника, керівника збройного повстання в Чернігові 13 грудня 1918 року Андрія Івановича Заливчого — та Далека прокладено в 1930-ті роки. Були забудовані індивідуальними будинками.
1955 року вулиці Андрія Заливчого та Далека були об'єднані в єдину вулицю Крупської — на честь російської революціонерки Надії Костянтинівни Крупської.
12 лютого 2016 року вулиця отримала сучасну назву — на честь громадського активіста, Героя України, уродженця Чернігівщини Андрія Сергійовича Мовчана, згідно з Розпорядженням міського голови В. А. Атрошенка Чернігівської міської ради № 46-р «Про перейменування вулиць та провулків міста».

## Забудова
Пролягає від струмка Чорторийка у північно-західному напрямку, паралельно до Любецької та Довгої вулиць. Парна та непарна сторони вулиці зайняті садибною забудовою.
Установи: немає